# Dione glycera
Espèce
Dione glycera est une espèce de lépidoptères (papillons) de la famille des Nymphalidae, de la sous-famille des Heliconiinae et du genre Dione.

## Taxonomie
Dione glycera a été décrit par Cajetan Freiherr von Felder et Rudolf Felder en 1881 sous le nom initial d' Agraulis glycera.

### Noms vernaculaires
Dione glycera se nomme Andean Silverspot ou Glycera Longwing en anglais.

## Description
Dione glycera est un papillon d'une envergure d'environ 55 mm aux ailes antérieures à bord externe concave.
Le dessus est orange veiné de noir.
Le revers est marron taché de blanc.

## Biologie

### Plantes hôtes
Les plantes hôtes de sa chenille sont des Passiflora.

## Écologie et distribution
Dione glycera est présent en Colombie, au Venezuela et en Équateur,.

### Biotope
Dione glycera réside en altitude, entre 1 500 m et 3 500 m,.